# Age quod agis

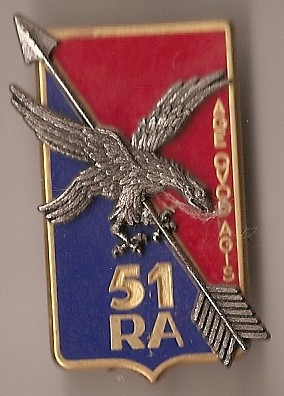
Dernier insigne 51 régiment d’artillerie.

Age quod agis est une expression latine, littéralement traduite par : « fais ce que tu fais », à comprendre « fais bien ce que tu fais ».

## Devise héraldique
Age quod agis est la devise héraldique : 
- de Louvemont-Côte-du-Poivre, commune française située dans le département de la Meuse, en région Grand Est ;
- du 51e régiment d’artillerie ;
- de l’École de Tersac (Meilhan-sur-Garonne, Lot-et-Garonne, France) ;
- du Collège Sainte-Véronique (Liège, Belgique) ;
- de la famille belge Agie.
- du 80 UAV Sqn de la Composante Aérienne belge (Florennes, Belgique)
- de la Ville de Shawinigan (Québec, Canada)
- de la maison De La Tour De St-Lupicin[1]
- de l'École Supérieure de Soins Ambulanciers de Genève (Suisse)[2]
- du Lycée Luigi Pietrobono de Alatri (Italie)
- de l'Institut National de Formation des Agents de Santé de Côte d'Ivoire